# Toxicodendron vernicifluum
Toxicodendron vernicifluum là một loài thực vật có hoa trong họ Đào lộn hột. Loài này được (Stokes) F.A. Barkley miêu tả khoa học đầu tiên năm 1940.

## Hình ảnh

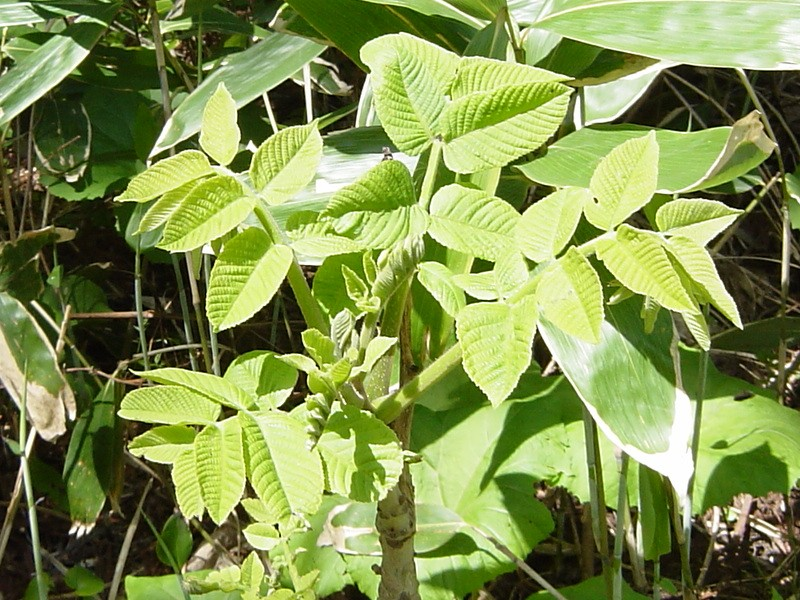
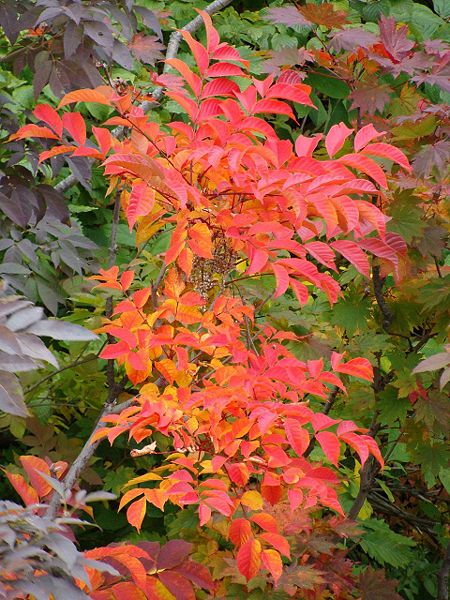
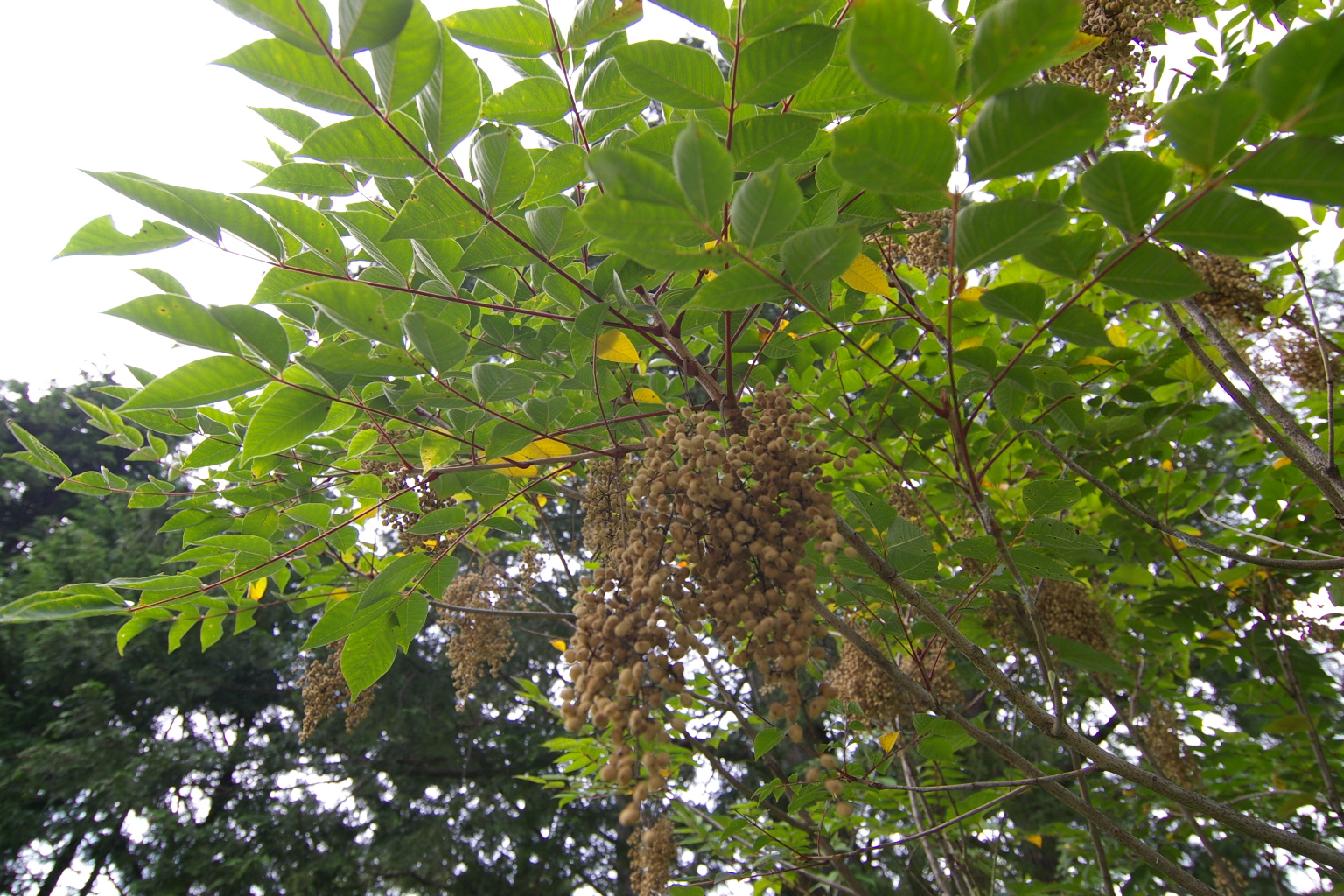